# 布施村 (島根県邑智郡)
布施村（ふせむら）は、島根県邑智郡にあった村。現在の邑智郡美郷町、邑南町の一部にあたる。

## 地理
角谷川の上流・長源寺川の流域位置していた。
- 山岳：火下山、高野山、唐渓山[1]

## 歴史
- 1889年（明治22年）4月1日、町村制の施行により、邑智郡布施村、八色石村、村之郷村、宮内村、比敷村が合併して村制施行し、布施村が発足[1][2]。
- 1911年（明治44年）布施村信用販売購買利用組合設立[1]。
- 1957年（昭和32年）3月10日、布施村を二分割し大字村之郷・宮内・比敷は邑智郡都賀村、都賀行村と合併し大和村を新設し、大字布施・八色石は出羽村に編入され廃止[1][2]。

### 地名の由来
100間ほどの滝があり、水の落ちる様子が布をさらすようであったため。